# Agustín Roscelli
Agustín Roscelli (Casarza Ligure, 27 de julio de 1818 - Génova, 7 de mayo de 1902) fue un presbítero católico italiano y fundador de la Congregación de las Hermanas de la Inmaculada (Inmaculatinas). Es venerado como santo en la Iglesia católica.

## Biografía
Agustín Roscelli nació en Casarza Ligure (Italia) el 27 de junio de 1818, en el seno de una familia muy pobre. Luego de haber estudiado con el párroco del pueblo, se trasladó a Génova en 1835 para prepararse para el sacerdocio. Fue ordenado presbítero el 19 de septiembre de 1846 y su primer oficio fue de confesor en la parroquia de San Martino d'Albaro de Génova. Durante el mismo periodo se caracterizó por trabajar entre los más pobres de la ciudad, visitaba la cárcel, bautizaba neonatos a punto de morir y cuidaba de las jóvenes madres sin apoyo alguno de sus familias. Gracias a esta pastoral, pensó en fundar una asociación que se dedicara a la ayuda de las mujeres desfavorecidas. De esa manera, con el apoyo de un grupo de señoras acomodadas y piadosas, fundó la Congregación de las Hermanas de la Inmaculada concepción, conocidas comúnmente como inmaculatinas, el 15 de octubre de 1876, con la aprobación inmediata del papa Pío IX. El 22 de octubre del mismo año, Roscelli impone el hábito a las primeras religiosas.
Luego de una ardua labor por la expansión del instituto, Agustín Roscelli murió en Génova el 7 de mayo de 1902.

## Culto
Agustín Roscelli fue beatificado en 1995 por el papa Juan Pablo II y canonizado por el mismo pontífice el 10 de junio de 2001, durante la solemnidad de la Santísima Trinidad, señalando su fiesta el 7 de mayo. El Martirologio Romano recoge su onomástico el mismo día, como memoria libre, y la congregación por el fundada la celebra con el grado de solemnidad.